# Europese kampioenschappen indooratletiek 2025 – Kogelstoten mannen
Het Kogelstoten voor mannen op de Europese indoorkampioenschappen van 2025 vond de kwalificatie op 9 maart 2025 en het werd gehouden op de shorttrackbaan van Omnisport in Apeldoorn in Nederland. Het was de zesendertigste keer dat dit onderdeel op het programma stond.
De Roemeense Andrei Toader won het kogelstoten voor mannen door 21,27 te stoten wat een nieuw nationaal record betekende. Zilver werd gewonnen door de Zweed Wictor Petersson in 21,04 en het brons ging naar de Tsjech Tomáš Staněk in 20,75.

## Records
Voorafgaand aan het toernooi waren dit het Wereldrecord, Europees record, Kampioenschapsrecord en de Wereld-, Europese leiding.
| Wereldrecord         | Ryan Crouser       | 22,82 | Fayetteville | 24 januari 2021  |
| Europees record      | DDR Ulf Timmermann | 22,25 | Senftenberg  | 11 februari 1989 |
| Kampioenschapsrecord | DDR Ulf Timmermann | 22,19 | Liévin       | 21 februari 1987 |
| WL                   | Leonardo Fabbri    | 21,95 | Liévin       | 13 februari 2025 |
| EL                   | Leonardo Fabbri    | 21,95 | Liévin       | 13 februari 2025 |

## Resultaten[1]

### Kwalificatieronde
Kwalificatieregels: behalen van de kwalificatiestandaard van 21,00 (Q), of deel uitmaken van de 8 best presterende atleten (q).
| Rang | Naam                 | Land                | 1     | 2     | 3     | Resultaat | Bijz. |
| ---- | -------------------- | ------------------- | ----- | ----- | ----- | --------- | ----- |
| 1    | Tomáš Staněk         | Tsjechië            | x     | 21,26 |       | 21,26     | Q     |
| 2    | Zane Weir            | Italië              | 19,61 | 20,91 | –     | 20,91     | q     |
| 3    | Wictor Petersson     | Zweden              | 20,65 | x     | 20,14 | 20,65     | q     |
| 4    | Andrei Toader        | Roemenië            | 20,50 | 20,00 | 20,59 | 20,59     | q     |
| 5    | Scott Lincoln        | Verenigd Koninkrijk | 20,54 | x     | 19,77 | 20,54     | q     |
| 6    | Artem Levchenko      | Oekraïne            | x     | 20,25 | x     | 20,25     | q, PB |
| 7    | Nick Ponzio          | Italië              | 20,24 | x     | 20,10 | 20,24     | q     |
| 8    | Armin Sinančević     | Servië              | 20,11 | 19,99 | x     | 20,11     | q     |
| 9    | Eric Maihöfer        | Duitsland           | 19,10 | 19,88 | x     | 19,88     |       |
| 10   | Konrad Bukowiecki    | Polen               | x     | 19,78 | x     | 19,78     |       |
| 11   | Tsanko Arnaudov      | Portugal            | 19,77 | x     | 19,26 | 19,77     |       |
| 12   | Leonardo Fabbri      | Italië              | x     | 19,72 | x     | 19,72     |       |
| 13   | Giorgi Mujaridze     | Georgië             | 19,37 | x     | x     | 19,37     |       |
| 14   | Jesper Arbinge       | Italië              | 19,32 | 19,08 | x     | 19,32     |       |
| 15   | Tadeáš Procházka     | Tsjechië            | 18,62 | x     | 18,97 | 18,97     |       |
| 16   | Odysseas Mousenidis  | Griekenland         | x     | 17,11 | 18,67 | 18,67     |       |
| 17   | Muhamet Ramadani     | Kosovo              | x     | 17,94 | 18,26 | 18,26     | SB    |
|      | Anastasios Latiflari | Griekenland         | x     | x     | x     | NM        |       |

### Finale
| Rang   | Atleet           | Land                | 1     | 2     | 3     | 4     | 5     | 6     | Resultaat | Bijz. |
| ------ | ---------------- | ------------------- | ----- | ----- | ----- | ----- | ----- | ----- | --------- | ----- |
| Goud   | Andrei Toader    | Roemenië            | 21,08 | 20,57 | 20,31 | x     | 20,50 | 21,27 | 21,27     | NR    |
| Zilver | Wictor Petersson | Zweden              | 20,88 | x     | x     | 20,70 | 21,04 | x     | 21,04     |       |
| Brons  | Tomáš Staněk     | Tsjechië            | x     | 20,50 | 20,75 | 20,28 | x     | x     | 20,75     |       |
| 4      | Scott Lincoln    | Verenigd Koninkrijk | x     | 19,19 | 20,73 | 20,56 | x     | 20,69 | 20,73     |       |
| 5      | Armin Sinančević | Servië              | 20,49 | x     | x     | x     | x     | 20,00 | 20,49     |       |
| 6      | Nick Ponzio      | Italië              | 19,81 | x     | x     | 20,26 | x     | x     | 20,26     |       |
| 7      | Artem Levchenko  | Oekraïne            | x     | 19,34 | 19,72 | 19,60 | x     | x     | 19,72     |       |
| 8      | Zane Weir        | Italië              | x     | x     | x     | 19,57 | x     | x     | 19,57     |       |

o geldige poging | x ongeldige poging | - poging overgeslagen | NM Geen geldig resultaat | WR Wereldrecord | CR Kampioenschapsrecord | AR Continentaal record | NR Nationaalrecord | WL Wereldleiding | EL Europese leiding | SB Beste seizoenprestatie | =SB Evenaring beste seizoenprestatie | PB Persoonlijk record | =PB Evenaring persoonlijk record